# Чемпионат Финляндии по фигурному катанию 2014
Чемпионат Финляндии по фигурному катанию 2014 (фин. SM2014, yksinluistelu ja jäätanssi) — соревнование по фигурному катанию среди спортсменов Финляндии сезона 2013—2014. Чемпионаты Финляндии по фигурному катанию проводятся уже с 1908 года.
Турнир прошёл в городе Эспоо с 13 по 15 декабря 2013 года. Фигуристы соревновались в мужском и женском фигурном катании, а также в спортивных танцах на льду (соревнования в парном фигурном катании на национальном уровне в Финляндии не проводятся уже с 2004 года). Соревнования во всех дисциплинах проводились на «взрослом» и юниорском уровнях.
В соревнованиях среди женщин не принимала участие самая титулованная из действующих фигуристок Финляндии Кийра Корпи, которая в сентябре получила травму. Золотую медаль завоевала Юулия Турккила, серебряный призёр предыдущего национального чемпионата. Обозреватели отмечали успех занявшей второе место 14-летней спортсменки Любови Ефименко.
Среди одиночников-мужчин, как и у женщин, победил спортсмен, занявший на предыдущем чемпионате второе место, — Маттиас Верслуйс. В соревнованиях среди пар победили, как и год назад, Хенна Линдхольм и Осси Канерво.
По итогам чемпионата была сформирована сборная команда Финляндии на чемпионаты Европы, мира и юниорский чемпионат мира, однако уже в начале январе в ней произошли изменения: Маттиас Верслуйс получил на тренировке травму и вместо него на чемпионат Европы в Будапешт поехал занявший второе место Валттер Виртанен.

## Результаты

### Мужчины
| Место | Имя              | Клуб | Сумма баллов | SP | FS |
| ----- | ---------------- | ---- | ------------ | -- | -- |
| 1     | Маттиас Верслуйс | Esjt | 175,20       | 1  | 1  |
| 2     | Валттер Виртанен | Kels | 163,13       | 2  | 2  |
| 3     | Бела Папп        | Kuta | 153,53       | 3  | 4  |
| 4     | Юлиан Лагус      | Jtl  | 144,60       | 4  | 3  |
| 5     | Виктор Зубик     | Hsk  | 130,72       | 5  | 5  |
| 6     | Лассе Сяякслахти | Kuta | 108,98       | 6  | 6  |

### Женщины
| Место | Имя               | Клуб  | Сумма баллов | SP | FS |
| ----- | ----------------- | ----- | ------------ | -- | -- |
| 1     | Юулия Турккила    | Hl    | 147,34       | 1  | 1  |
| 2     | Любовь Ефименко   | Ltl   | 141,23       | 2  | 2  |
| 3     | Эмилия Тойкканен  | Hl    | 131,26       | 5  | 3  |
| 4     | Оливия Туува      | Ll    | 121,86       | 4  | 4  |
| 5     | Сейди Рантанен    | Esjt  | 120,19       | 3  | 7  |
| 6     | Беата Папп        | Kuta  | 119,37       | 6  | 6  |
| 7     | Сера Вяйстё       | Taptl | 118,45       | 7  | 5  |
| 8     | Тимила Шреста     | Jtl   | 106,94       | 9  | 8  |
| 9     | Хелена Стенбака   | Etk   | 104,41       | 10 | 9  |
| 10    | Неа Вийри         | Esjt  | 102,62       | 8  | 11 |
| 11    | Эвелийна Вильянен | Porit | 102,18       | 11 | 10 |

### Танцы
| Место | Имя                               | Клуб | Сумма баллов | SP | FS |
| ----- | --------------------------------- | ---- | ------------ | -- | -- |
| 1     | Хенна Линдхольм / Осси Канерво    | Hsk  | 135,53       | 1  | 1  |
| 2     | Сесилия Тёрн / Юссивилле Партанен | Hsk  | 125,82       | 3  | 2  |
| 3     | Олесия Карми / Макс Линдхольм     | Hsk  | 124,87       | 2  | 3  |